# Léiomyomatose familiale et cancer du rein
 Mise en garde médicale
La léiomyomatose familiale et cancer du rein est une maladie génétique touchant plusieurs membres d'une même famille et se caractérisant par l'apparition de léiomyome (tumeurs bénignes des tissus mous qui se développent à partir des cellules musculaires lisses) cutanée, unique ou multiple, de léiomyome (fibrome) de l'utérus et/ou de cancer du rein.
Cette pathologie a été décrite pour la première fois en 1854 par R.Virchow en Allemagne.

## Clinique
- Les léiomyomes cutanées sont des papules ou nodules marron clair situées au niveau du tronc et au niveau des mains et des pieds et parfois du visage commençant vers l'âge de 25 ans et augmentant en taille et en nombre avec l'âge. Ils sont de la taille d'un pois et peuvent être douloureux.

- Les fibromes utérins sont constants chez les femmes atteintes par cette maladie et sont nombreux et de grandes tailles. Ces fibromes peuvent apparaître dès l'âge de 18 ans. Dans de rares cas, un sarcome utérin peut se développer.

- Le cancer du rein est un carcinome cellulaire rénal et se manifeste de façon habituelle: hématurie, douleurs et masse abdominale palpable. Il est le plus souvent très agressif. Ce cancer atteint environ 15 % des individus. Plus de 50 % de ces cancers seront diagnostiqués avant 44 ans.

## Étiologie
C'est une maladie génétique dont la transmission est la plupart du temps autosomique dominante. Le gène responsable est nommé HLRCC pour Hereditary leiomyomas and renal cell cancer et il est situé en 1q42.3-43. Il code une enzyme mitochondriale, la fumarate hydratase qui joue un rôle dans toutes les cellules de l'organisme. Chez les malades, l'activité de cette enzyme est très réduite dans les cellules sanguines, et quasiment inexistante dans les cellules tumorales.

## Diagnostic
Le diagnostic se fait sur les signes cliniques, notamment l'étude au microscope et l'immunohistologie de biopsie des leimyomes cutanés.
Le dosage de l'activité fumarate hydratase cellulaire et la recherche de la mutation confirme la maladie.

## Fréquence
Ce syndrome est rare mais les données sont insuffisantes pour en déterminer sa fréquence exacte.

## Traitement
L'excision chirurgicale des léiomyomes cutanés inesthétiques ou douloureux peut parfois être nécessaire. Le laser et l'électrocoagulation sont inefficaces dans cette indication.
Les douleurs peuvent être calmées par la nifedipine et la trinitrine.
Une surveillance régulière urologique et gynécologique est indispensable, afin de détecter l'apparition d'éventuels cancers.

### Sources
- (en) Manop Pithukpakorn, Jorge R Toro, Hereditary Leiomyomatosis and Renal Cell Cancer In : GeneReviews at GeneTests: Medical Genetics Information Resource (database online). Copyright, University of Washington, Seattle. 1997-2006. .